# 11 Pułk Lotnictwa Myśliwskiego (LWP)

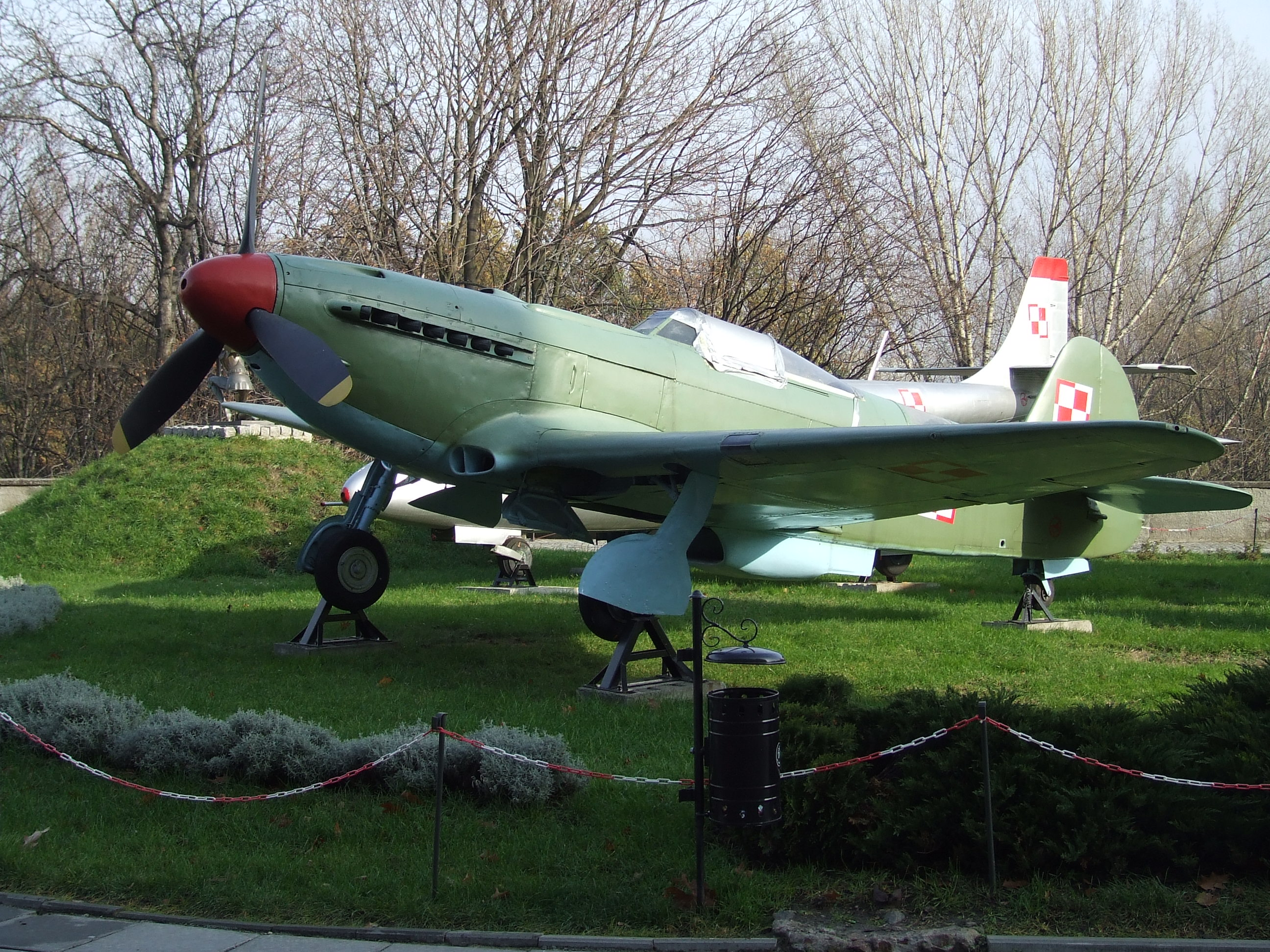
Jak-9

11 Pułk Lotnictwa Myśliwskiego (11 plm) – oddział lotnictwa myśliwskiego ludowego Wojska Polskiego.

## Formowanie i zmiany organizacyjne
W październiku 1944 na lotnisku Karliwka, koło Połtawy, w ramach organizowanej wówczas 3 Dywizji Lotnictwa Myśliwskiego został sformowany 11 Pułk Lotnictwa Myśliwskiego. Do marca 1945 stan osobowy pułku przechodził szkolenie na lotnisku formowania. W marcu pułk przebazował się na lotnisko Ułęż na Lubelszczyźnie, a na początku kwietnia na lotnisko Łąck w rejonie Kutna.
Pułk posiadał ok. 200 żołnierzy, w tym 77 oficerów i 35 samolotów Jak-9.
Po wojnie powrócił na lotnisko w Kutnie, a pod koniec maja dyslokował się na lotnisko w Łęczycy.
W 1946 roku został przemianowany na 3 Pułk Lotnictwa Myśliwskiego.

## Walki
Po osiągnięciu gotowość do działań bojowych został w dniach 23-24 kwietnia 1945 roku przebazowany na przyfrontowe lotnisko w miejscowości Białęgi w rejonie Kostrzyna nad Odrą, aby wziąć udział w operacji berlińskiej. Chrzest bojowy piloci przeszli 24 kwietnia, podczas osłaniania z powietrza działań 1 Armii WP. Dzień ten obchodzony był później jako święto pułku.
Od 27 kwietnia zadania bojowe piloci wykonywali z lotniska Steinbeck, a od 1 maja z lotniska Eichstadt. W tym czasie pułk brał udział w: osłonie wojsk przed uderzeniami z powietrza, ubezpieczaniu działań samolotów szturmowych Ił-2, zwalczaniu celów naziemnych i rozpoznaniu. Swój udział w działaniach wojennych 11 pułk lotnictwa myśliwskiego zakończył 3 maja 1945 roku nad Łabą, w Brandenburgii.
Ogółem piloci pułku wykonali 329 lotów bojowych i stoczyli 6 walk powietrznych. 2 maja 1945 roku chor. pil. Aleksander Krasucki zestrzelił dwa samoloty Fieseler Fi 156 Storch. Straty własne pułku to dwóch pilotów: dowódca 1 eskadry kpt. Szota Grdzeliszwili oraz chor. Sławomir Skibina. Zostali pochowani na cmentarzu w Kutnie.

## Dowódcy pułku
- ppłk pil. Wiktor Sokołow (1944-17 lutego 1945)
- mjr pil. Mikołaj Połuszkin (1945–1946)
- ppłk pil. Medard Konieczny (1946-1947)